# قرار مجلس الأمن التابع للأمم المتحدة رقم 803
قرار مجلس الأمن التابع للأمم المتحدة رقم 803، الذي اتخذ بالإجماع في 28 يناير 1993، بعد التذكير بالقرارات السابقة المتعلقة بالموضوع بما في ذلك القرار 501 (عام 1982) والقرار 508 (عام 1982) والقرار 509 (عام 1982) والقرار 520 (عام 1982) وكذلك دراسة تقرير الأمين العام بشأن قوة قوة الأمم المتحدة المؤقتة في لبنان (يونيفيل) المعتمدة في القرار 426 (1978)، قرر المجلس تمديد ولاية القوة لمدة ستة أشهر أخرى حتى 31 يوليو 1993.
ثم أعاد المجلس تأكيد ولاية القوة وطلب إلى الأمين العام أن يقدم تقريرا عن التقدم المحرز فيما يتعلق بتنفيذ القرارين 425 (عام 1978) والقرار 426 (عام 1978).